# Caracterização de resíduos

## O que são resíduos?
Por definição, resíduo é tudo aquilo não aproveitado nas atividades humanas, proveniente das indústrias, comércios e residências. Como resíduos encontramos o lixo, produzido de diversas formas, e todo aquele material que não pode ser jogado ao lixo, por ser altamente tóxico ou prejudicial ao meio ambiente. Resíduos sólidos e líquidos podem ser de dois tipos, de acordo com sua composição química: resíduos orgânicos, provenientes de matéria viva (por exemplo, restos de alimento, restos de plantas ornamentais, fezes, etc) e resíduos inorgânicos, de origem não viva e derivados especialmente de materiais como o plástico, o vidro, metais, etc.

## Resíduos Sólidos
São resíduos nos estados sólido e semissólido, que resultam de atividades de origem industrial, doméstica, hospitalar, comercial, agrícola, de serviços e varrição. Ficam incluídos nesta definição os lodos provenientes de sistemas de tratamento de água e esgoto, aqueles gerados em equipamentos e instalações de controle de poluição, bem como determinados líquidos cujas particularidades tornem inviável o seu lançamento na rede pública de esgotos ou corpos de água, ou exijam para isso soluções técnica e economicamente inviáveis em face à melhor tecnologia disponível.

## Classificação
A classificação de resíduos envolve a identificação do processo ou atividade que lhes deu origem, além de seus constituintes e características com listagens de resíduos e substâncias cujo impacto à saúde e ao meio ambiente é conhecido.  A identificação dos constituintes a serem avaliados na caracterização do resíduo deve ser criteriosa e estabelecida de acordo com as matérias-primas, os insumos e o processo que lhe deu origem. A NBR 10004/04 da ABNT dispõe sobre a classificação dos resíduos sólidos quanto aos seus riscos potenciais ao meio ambiente e à saúde pública para que possam ser gerenciados adequadamente.
Os resíduos são classificados, de acordo com a NBR 10.004, como:
·        Resíduos Classe I - Perigosos: aqueles que apresentam periculosidade, conforme definido no item periculosidade, ou uma das características como inflamabilidade, corrosividade, reatividade, toxicidade, patogenicidade.
·        Resíduos Classe II A – Não Inertes: Aqueles que não se enquadram nas classificações de Resíduos Classe I – Perigosos ou de Resíduos Classe II B – Inertes, nos termos da norma ABNT NBR 10.004:2004. Os Resíduos Classe II A- Não Inertes podem ter propriedades, tais como: biodegradabilidade, combustibilidade ou solubilidade em água.
·        Resíduos Classe II B – Inertes: Quaisquer resíduos que, quando amostrados de uma forma representativa, segundo a ABNT NBR 10.007:2004, e submetidos a um contato dinâmico e estático com água destilada ou deionizada, à temperatura ambiente, conforme ABNT NBR 10.006:2004, não tiverem nenhum de seus constituintes solubilizados a concentrações superiores aos padrões de potabilidade de água, excetuando-se aspecto, cor, turbidez, dureza e sabor.
·        Inflamabilidade: Um resíduo sólido é caracterizado como inflamável, se uma amostra representativa dele, obtida conforme a ABNT NBR 10.007:2004, apresentar qualquer uma das seguintes propriedades:
a) ser líquida e ter ponto de fulgor inferior a 60 °C, determinado conforme ABNT NBR 14.598 ou equivalente, excetuando-se as soluções aquosas com menos de 24% de álcool em volume;
b) não ser líquida e ser capaz de, sob condições de temperatura e pressão de 25º.C e 0,1 MPa (1 atm), produzir fogo por fricção, absorção de umidade ou por alterações químicas espontâneas e, quando inflamada, queimar vigorosa e persistentemente, dificultando a extinção do fogo;
c) ser um oxidante definido como substancia que pode liberar oxigênio e, como resultado estimular a combustão e aumentar a intensidade do fogo em outro material;
d) ser um gás comprimido inflamável, conforme Legislação Federal sobre transporte de produtos perigosos (Portaria nº 204/1997 do Ministério dos Transportes).
·        Corrosividade: Um resíduo é caracterizado como corrosivo se uma amostra representativa dele, obtida segundo a ANT NBR 10.007:2004, apresentar uma das seguintes propriedades:
a)    ser aquosa e apresentar pH inferior ou igual a 2, ou, superior ou igual a 12,5, ou sua mistura com água, na proporção de 1:1 em peso, produzir uma solução que apresente pH inferior a 2 ou superior ou igual a 12,5; 
b)    ser líquida ou, quando misturada em peso equivalente de água, produzir um líquido e corroer o aço (COPANT 1020) a uma razão maior que 6,35 mm ao ano, a uma temperatura de 55 ºC, de acordo com USEPA SW 846 ou equivalente.
·        Reatividade: Um resíduo é caracterizado como reativo se uma amostra representativa dele, obtida segundo ABNT NBR 10.007:2004, apresentar uma das seguintes propriedades:
a) ser normalmente instável e reagir de forma violenta e imediata, sem detonar;
b) reagir violentamente com a água;
c) formar misturas potencialmente explosivas com a água;
d) gerar gases, vapores e fumos tóxicos em quantidades suficientes para provocar danos à saúde pública ou ao meio ambiente, quando misturados com a água;
e) possuir em sua constituição os íons CN ou S2 em concentrações que ultrapassem os limites de 250 mg de HCN liberável por quilograma de resíduo, ou 500 mg de H2S liberável por quilograma de resíduo, de acordo com ensaio estabelecido no USEPA – SW 846;
f) ser capaz de produzir reação explosiva ou detonante sob a ação de forte estímulo, ação catalítica ou temperatura em ambientes confinados;
g) ser capaz de produzir, prontamente, reação ou decomposição detonante ou explosiva a 25 ºC e 0,1 MPa (1 atm);
h) ser explosivo, definido como uma substancia fabricada para produzir um resultado prático, através de explosão ou efeito pirotécnico, esteja ou não esta substancia contida em dispositivo preparado para este fim.
·        Toxicidade: Um resíduo é caracterizado como tóxico se uma amostra representativa dele, obtida segundo a ABNT NBR 10.007:2004, apresentar uma das seguintes propriedades:
a) quando o extrato obtido desta amostra, segundo ABNT NBR 10.005:2004,contiver qualquer um dos contaminantes em concentrações superiores aos valores constantes da tabela própria da norma. Neste caso, o resíduo deve ser caracterizado como tóxico com base no ensaio de lixiviação, com código de identificação constante na tabela;
b) Apresentar toxicidade. Para avaliação dessa toxicidade, devem ser considerados os seguintes fatores:
- natureza da toxicidade;
- concentração do constituinte no resíduo;
- potencial que o constituinte, ou qualquer produto tóxico de sua degradação, tem para migrar do resíduo para o ambiente, sob condições impróprias de manuseio;
- persistência do constituinte ou qualquer produto tóxico de sua degradação;
- potencial que o constituinte, ou qualquer produto tóxico de sua degradação, tem para degradar-se em constituintes não perigosos, considerando a velocidade em que ocorre a degradação;
- extensão em que o constituinte, ou qualquer produto tóxico de sua degradação, é capaz de bioacumulação nos ecossistemas;
- efeito nocivo pela presença de agente teratogenico, carcinogênico, mutagenico ou ecotóxico, associados a substancias isoladamente ou decorrente do sinergismo entre as substancias constituintes do resíduo;
c) ser constituída por restos de embalagens contaminadas com substancias toxicas;
d) resultar de derramamentos ou de produtos fora de especificação ou do prazo de validade que contenham quaisquer substancias toxicas;
e) ser comprovadamente letal ao homem;
f) possuir substancia em concentração comprovadamente letal ao homem ou estudos de resíduo que demonstrem uma DL50 oral para ratos menor que 50 mg/kg ou CL50 inalação para ratos menor que 2mg/L ou ua DL50 dérmica para coelhos menor que 200mg/kg.
·        Patogenicidade: Um resíduo é caracterizado como patogênico se uma amostra representativa dele, obtida segundo a ABNT NBR 10.007:2004, contiver ou se houver suspeita de conter, microorganismos patogênicos, proteínas virais, ácido desoxiribonucleico (ADN) ou ácido ribonucléico (ARN) recombinantes, organismos geneticamente modificados, plasmídios, cloroplastos, mitocôndrias ou toxinas capazes de produzir doenças em homens, animais ou vegetais.
Os resíduos de serviços de saúde deverão ser classificados conforme ABNT NBR 12.808.
Os resíduos gerados nas estações de tratamento de esgotos domésticos e os resíduos sólidos domiciliares, excetuando-se os originados na assistência à saúde da pessoa ou animal, não serão classificados segundo os critérios de patogenicidade.

## Caracterização
A caracterização de resíduos é um processo pelo qual a composição de diversos fluxos de resíduos é analisado e classificado. A caracterização tem um papel importante em qualquer tratamento de resíduos que possa ocorrer, sendo por isso uma ferramenta essencial no âmbito de uma gestão integrada de resíduos sólidos. Os elementos biodegradáveis do fluxo de resíduos é de vital importância na utilização dos sistemas, tais como a compostagem ou digestão anaeróbia.
A caracterização de resíduos consiste em determinar os principais aspectos físico-químicas, biológicas, qualitativas e/ou quantitativas da amostra. Os parâmetros analisados dependem para qual fim serão utilizados. Os resultados analíticos auxiliam na classificação do resíduo para a escolha da melhor destinação do mesmo.
1) Descrição detalhada da origem do resíduo:
- Estado físico;
- Aspecto geral;
- Cor;
- Odor;
- Grau de heterogeneidade.

2) Denominação do resíduo com base em:
- Estado físico;
- Processo de origem;
- Atividade industrial;
- Constituinte principal,;
- Destinação.

3) Destinação:
- Aterro para resíduo perigoso;
- Aterro sanitário (não perigoso);
- Aterro de resíduo inerte (solubilidade);
- Tratamento térmico (Compostagem, Incineração, Co-processamento, etc).[3]

## Laudo de Classificação
O laudo de classificação pode ser baseado exclusivamente na identificação do processo produtivo no enquadramento do resíduo nas listagens do citado acima.
 Deve constar no laudo de classificação a indicação da origem do resíduo, descrição do processo de segregação e descrição do critério adotado na escolha de parâmetros analisados, quando for o caso, incluindo os laudos de análises laboratoriais. Outros métodos analíticos podem ser exigidos pelo Órgão de Controle Ambiental, dependendo do tipo e complexidade do resíduo, com a finalidade de estabelecer seu potencial de risco à saúde humana e ao meio ambiente. 
IMPORTANTE: Os laudos devem ser elaborados por profissionais habilitados.